# Cage
"Cage" — пісня гурту Dir En Grey, яка вийшла в реоліз 26 травня 1999 року. Другий трек є реміксом пісні "「S」", спочатку випущений у EP Missa. Пісня була переспівана таким гуртом, як: Mejibray у Crush! 3 - 90's V-Rock Best Hit Cover Love Songs-, який був випущений 27 червня 2012 року і має напрямок каверів на visual kei-гурти і були популярні у 1990-х роках.
Заголовний трек музичного кліпу, відомий своїми жорстокими сценами, в яких вокаліст Kyo катує балерину. Він також відомий басовим соло у виконанні Тошії. Пісня гурту, є однієї з найпопулярніших у стилі початкового старого звучання, поряд з «Yokan».

## Трекліст
Автор слів Kyo. 
| #  | Назва                                    | Автор музики | Тривалість |
| -- | ---------------------------------------- | ------------ | ---------- |
| 1. | «Cage»                                   | Kaoru        | 5:39       |
| 2. | «「S」 (Z-Z Mix)» (ремікси Кріса Вренна) | Kyo          | 5:19       |

## Персоналії
- Dir En Grey
  - Kyo – вокал, лірика
  - Kaoru – гітара
  - Die – гітара
  - Toshiya – бас-гітара
  - Shinya – барабани
- Yoshiki Hayashi – продюсер
- Blumpy - міксинг
- Кріс Вренна – реміксинг, музичний продюсер